# Október 26.
Október 26. az év 299. (szökőévben 300.) napja a Gergely-naptár szerint. Az évből még 66 nap van hátra.
Névnapok: Dömötör + Albin, Amand, Amanda, Ametiszt, Armand, Baldvin, Deme, Demeter, Evariszt, Manda, Medox, Mendi, Örsi, Szamanta, Szamira

## Események
- 1497 – A koźmini erdei csata kezdete a moldvaiak és I. János Albert lengyel király között.
- 1530 – V. Károly német-római császár Máltát a 8 évvel azelőtt Rodoszról elűzött Jeruzsálemi Szt. János lovagrendnek adományozza.
- 1596 – III. Mehmed szultán főserege a mezőkeresztesi csatában legyőzi Báthory Zsigmond erdélyi fejedelem és Habsburg Miksa főherceg haderejét.
- 1613 – Abaffy Miklós tokaji kapitány a hajdúk segítségével megöleti a száműzött Báthory Gábor fejedelmet.
- 1672 – A bujdosók serege a györkei csatában döntő vereséget szenved a császáriaktól.
- 1825 – Megnyitják az Erie-csatornát a Hudson folyó és az Erie-tó között.
- 1858 – H. E. Smith szabadalmaztatja a forgótárcsás mosógépet.
- 1861 – Johann Philipp Reis német fizikus feltalálta a hangok elektromos közvetítésére szolgáló eszközt, amelyet telefonnak nevez el.
- 1905 – Norvégia függetlenné válik Svédországtól.
- 1924 – A Népszava közli a „Magyarország dolgozó népéhez” c. felhívást, amelyet a Szakszervezeti Tanács, a Magyarországi Szociáldemokrata Párt vezetősége és parlamenti frakciója írt alá. A felhívás többek között a munkanélküliek nyomorára mutat rá, és követeli az általános, titkos, egyenlő választójogot.
- 1939 – Jozef Tisót a Szlovák Köztársaság elnökévé választják.
- 1942 – Norvégiában törvény mondja ki a zsidó közösség vagyonának teljes elkobzását.
- 1950 – Teréz anya megalapítja Kalkuttában a Mission of Charity-t (a Jószolgálat Misszióját).
- 1951 – Winston Churchill lesz Nagy-Britannia miniszterelnöke.
- 1955 – Ausztria Nemzeti Tanácsa elfogadja és kihirdeti az ország „önkéntes, örökös semlegességéről“ szóló alkotmányerejű törvényt, miután az Államszerződés értelmében a négy szövetséges megszálló hatalom utolsó katonai egységei is elhagyták az Osztrák Köztársaság területét.
- 1956 – Az ENSZ Biztonsági Tanácsában megalakul a Nemzetközi Atomenergia-ügynökség, az „International Atomic Energy Agency”.
- 1965 – A londoni Buckigham-palotában II. Erzsébet brit királynő lovaggá (MBE) üti a Beatles tagjait.
- 1967 – Teheránban 48. születésnapján Irán császárává koronáztatja magát Mohammed Reza Pahlavi sah.
- 1970 – Moszkvában létrejön a szovjet és az amerikai atomtudósok első találkozója.
- 1972 – Nyilvánosan (vezetővel) látogathatóvá válik az Alcatraz-szigeti börtön.
- 1973 – Megkezdi a termelést az Ajkai Timföldgyár.
- 1974 – Az Arab Liga rabati csúcskonferenciáján a PFSZ-t ismerik el a palesztin nép törvényes képviselőjének.
- 1978 – A Magyar Népköztársaság Elnöki Tanácsának rendelete biztosítja a magyar állampolgárok jogát a külföldre utazáshoz.
- 1987 – Az USA kereskedelmi embargót rendel el Irán ellen, s feloldását az 598. számú ENSZ-határozat elfogadásához köti.
- 1994 – Jichák Rabin izraeli miniszterelnök és Abdelszalám al-Madzsáli jordán vezető békeszerződést írnak alá, Bill Clinton amerikai elnök jelenlétében és közvetítésével.
- 1998 – Elindult Magyarországon az első napi sorozat a Barátok közt.
- 1999 – Az amerikai CIA megállapodást kötött a német kormánnyal, ennek értelmében Németország megkapta az egykori Stasi-val kapcsolatos több mint 32 000 akta másolatát.
- 2002 – Az orosz különleges alakulatok harci gáz bevetésével megbénítják a moszkvai színházat elfoglalva tartó, túszejtő csecsen terroristákat. Az akció során 50 túszejtőt megölnek, 600 túszt kiszabadítanak, de száznál több ember gázmérgezésben meghal. A felhasznált gáz összetételére nem derül fény.
- 2006 – Útjára indul az amerikai napkutató űrszonda páros, a Stereo.
- 2016 – A Győr-Moson-Sopron megyei Bőnyben Győrkös István szélsőjobboldali hungarista politikus megöli Pálvölgyi Péter rendőr őrnagyot.

## Sportesemények
Formula–1
- 1986 –  ausztrál nagydíj, Adelaide – Győztes: Alain Prost (McLaren TAG Porsche Turbo)
- 1997 –  európai nagydíj, Jerez – Győztes: Mika Häkkinen (McLaren Mercedes)

## Születések
- 0968 – Kazan japán császár († 1008)
- 1416 – Edmund Grey, Kent grófja († 1490)
- 1631 – Gróf Kollonich Lipót bíboros, esztergomi érsek († 1707)
- 1685 – Domenico Scarlatti olasz zeneszerző († 1757)
- 1800 – Gróf Helmuth Karl Bernhard von Moltke porosz vezértábornagy, vezérkari főnök a porosz–francia háborúban († 1891)
- 1826 – Mocsáry Lajos magyar politikus († 1916)
- 1857 – Jánosi Béla magyar esztéta, tudománytörténész, az MTA tagja († 1921)
- 1876 – Fernand Vix francia hivatásos katona, 1918–19-ben az antant budapesti katonai bizottságának vezetője († 1941)
- 1881 – Farkas Jenő, gépészmérnök, járműtervező († 1963)
- 1883 – Zemplén Géza magyar kémikus, az MTA tagja († 1956)
- 1911 – Kopasz Márta magyar festő- és grafikusművész († 2011)
- 1911 – Mahalia Jackson amerikai gospel-énekesnő († 1972)
- 1915 – Joe Fry (Joseph Fry) amerikai autóversenyző († 1950)
- 1915 – Ray Crawford (Raymond Crawford) amerikai autóversenyző († 1996)
- 1916 – François Mitterrand francia politikus, köztársasági elnök († 1996)
- 1919 – Mohammad Reza Pahlavi perzsa sah, Irán utolsó uralkodója († 1980)
- 1928 – Mialkovszky Erzsébet Jászai Mari-díjas magyar jelmeztervező, érdemes művész († 1988)
- 1931 – Szakonyi Károly Kossuth-díjas magyar író, drámaíró, a nemzet művésze
- 1932 – Csordás Lajos olimpiai bajnok magyar labdarúgó, edző († 1968)
- 1933 – Dömötör Erzsi magyar színésznő
- 1940 – Jozef Stank politikus, Szlovákia védelmi minisztere († 2005)
- 1941 – Holger Meins nyugatnémet dokumentumfilmes, radikális baloldali terrorista, a Vörös Hadsereg Frakció tagja († 1974)
- 1942 – Jonathan Williams (Jonathan James Williams) brit autóversenyző († 2014)
- 1942 – Bob Hoskins (er. Robert William Hoskins) Golden Globe-díjas angol színész († 2014)
- 1943 – Faragó Sári magyar színésznő († 2011)
- 1947 – Fazakas Szabolcs magyar üzletember, diplomata, politikus († 2020)
- 1947 – Hillary Clinton amerikai politikus, jogász, 2009 és 2013 között az USA külügyminisztere
- 1947 – Ian Ashley (Ian Hugh Gordon Ashley)) brit autóversenyző
- 1947 – Mohai Gábor Kazinczy-díjas magyar rádiós és televíziós bemondó, műsorvezető, előadóművész
- 1952 – Korcsmáros György Jászai Mari-díjas magyar színész, rendező, érdemes művész († 2022)
- 1959 – Evo Morales (teljes neve Juan Evo Morales Ayma) bolíviai politikus, a Movimiento al Socialismo (MAS) párt vezetője, 2006-tól Bolívia államelnöke
- 1959 – Lika Kavzsaradze grúz filmszínésznő, modell, festőművész († 2017)
- 1962 – Cary Elwes amerikai színész
- 1963 – Jámbor József magyar színész, rendező, műfordító
- 1965 – Spilák Klára magyar színésznő
- 1973 – Seth MacFarlane amerikai színész, szinkronszínész, író, rendező
- 1974 – Hrutka János egykori magyar válogatott labdarúgó, menedzser
- 1974 – Schindler Szabolcs magyar labdarúgó, jelenleg a Kecskeméti TE játékosa
- 1978 – CM Punk amerikai pankrátor, volt WWE bajnok
- 1978 – Herczeg Adrienn magyar színésznő
- 1980 – Cristian Chivu román válogatott labdarúgó
- 1983 – Molnár Ilona magyar színésznő, szinkronszínész
- 1984 – Adriano Correia Claro brazil labdarúgó
- 1986 – Molnár Gusztáv magyar színész
- 2004 – Patrick Dorgu dán labdarúgó

## Halálozások
- 0899 – Alfréd wessexi király (* 849 körül)
- 1596 – Esterházy István magyar nemes, a mezőkeresztesi csata résztvevője (* 1572)
- 1613 – Báthory Gábor fejedelem (* 1589)
- 1764 – William Hogarth angol festő, grafikus, rézmetsző, a modern karikaturisták előfutára (* 1697)
- 1817 – Nikolaus Joseph von Jacquin nemzetközi hírű osztrák természettudós, a Selmeci Akadémia és a Bécsi Egyetem professzora (* 1727)
- 1852 – Récsey Ádám császári és királyi táborszernagy, politikus, Magyarország törvénytelenül kinevezett miniszterelnöke (* 1775)
- 1890 – Carlo Collodi (er. Carlo Lorenzini) olasz író (Pinokkió kalandjai) (* 1826)
- 1917 – Georges Demenÿ magyar származású francia fiziológus, tornász, a tudományos alapú testnevelés megalapítója, a filmezés egyik úttörője (* 1850)
- 1940 – Károlyi Árpád történész, levéltáros, az MTA tagja (* 1853)
- 1941 – Arkagyij Petrovics Gajdar orosz ifjúsági író (* 1904)
- 1943 – Reinitz Béla magyar zeneszerző, zenekritikus (* 1878)
- 1952 – Hattie McDaniel Oscar-díjas amerikai színésznő (* 1895)
- 1954 – Joachim József magyar festőművész, szobrászművész (* 1897)
- 1956 – Kalamár József magyar munkásmozgalmi politikus, az 1956-os forradalom egyik áldozata a hatalmi oldalról (* 1895)
- 1956 – Kováts Ferenc gazdaságtörténész, közgazdász, az MTA tagja (* 1873)
- 1957 – Níkosz Kazandzákisz görög író (* 1883)
- 1957 – Gerty Cori Nobel-díjas osztrák-amerikai biokémikus (* 1896)
- 1972 – Igor Sikorsky (oroszul Игорь Иванович Сикорский, azaz Ivan Ivanovics Szikorszkij) orosz-amerikai feltaláló, helikopter- és repülőgép-tervező, a világ első többmotoros bombázó (1913) és utasszállító (1914) repülőgépének tervezője és megépítője (* 1889)
- 1976 – Kocsis András magyar szobrászművész (* 1905)
- 1980 – Marcello Caetano portugál miniszterelnök (* 1906)
- 2003 – Elem Germanovics Klimov orosz filmrendező, forgatókönyvíró (* 1933)
- 2007 – Arthur Kornberg amerikai biokémikus, Nobel-díjas (* 1918)
- 2007 – Nicolae Dobrin román labdarúgó (* 1947)
- 2014 – Wenczl József magyarországi német néptáncos, koreográfus (* 1945)
- 2018 – Károly György magyar költő, író (* 1953)
- 2019 – Abu Bakr al-Bagdadi terrorista, az Iszlám Állam "kalifája" (* 1971)
- 2022 – Tompa Klára erdélyi magyar színművész (* 1973)[1]

## Nemzeti ünnepek, emléknapok, világnapok
- Ausztria nemzeti ünnepe (az 1955-ös alkotmány kihirdetése, a május 15-én aláírt és július 27-én hatályba lépett Államszerződés alapján).
- Trinidad és Tobago: a köztársaság kikiáltásának napja (1976)